# ズィーティ
ズィーティ(Ziti)またはツィーテ(Zite)は、カンパニア州及びシチリア州が起源の押出成形のパスタである。長さ約25cmの幅広の筒型で、調理の前に手で小さく砕く必要がある。ブカティーニと似ているが、ずっと厚い。

## 語源
Zitiという言葉は、シチリア語で各々「花嫁」と「花婿」を表す、zitaとzituという言葉の複数形である。このため、-aで終わる女性形名詞の通常の複数形であるziteとも綴られる。
犯罪ドラマのシリーズである『ザ・ソプラノズ 哀愁のマフィア』では、1000ドルを意味する婉曲表現として、box of zitiという言葉が使われた。この言葉は、ニューヨークで口語的に広まった。また、2018年2月のジョセフ・ペレコに対する贈収賄の判決時にアンドリュー・クオモがオールバニでこの言葉を使用した。

## 利用等
ズィーティは、ブカティーニ、リガトーニ、ペンネと似ている。デュラムコムギと水から作られる。
パスタ・アッラ・ノルマを作るのにも用いられる。
シチリアでは、伝統的に結婚披露宴で提供される。
ズィーティよりも厚く切り、ズィーティとリガトーニの間の形状としたジトーニ(zitoni)またはジトーネ(zitone)というのも存在する。

## ベイクト・ズィーティ

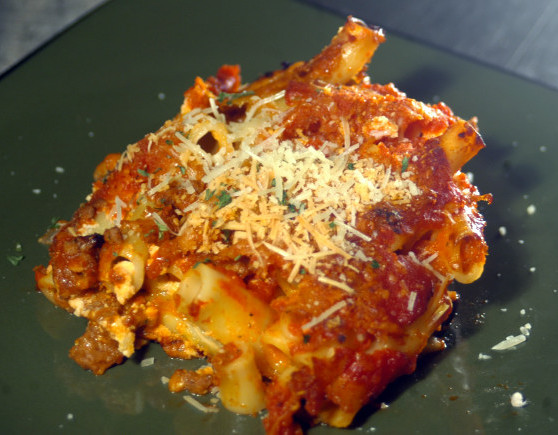
トマトソースとチーズをかけたベイクト・ズィーティ

ベイクト・ズィーティは、ズィーティとナポリ風トマトソースを用いたイタリア系アメリカ料理の典型である。キャセロール料理であり、パスタ・アル・フォルノ（パスタのオーブン焼き）の一つである。始めにパスタを完成直前まで茹でる。ほぼ火の通ったパスタをトマトソースに加え、リコッタ、モッツァレッラ、パルミジャーノ・レッジャーノを混ぜたチーズを加える。挽肉、ソーセージ、マッシュルーム、トウガラシ、タマネギ等を加えることもある。材料を耐熱皿に入れ、モッツァレッラで覆い、オープンで焼いて熱いまま提供する。ズィーティが入手できない場合は、ペンネやリガトーニ等、他の円筒状パスタで代替することができる。

## ギャラリー

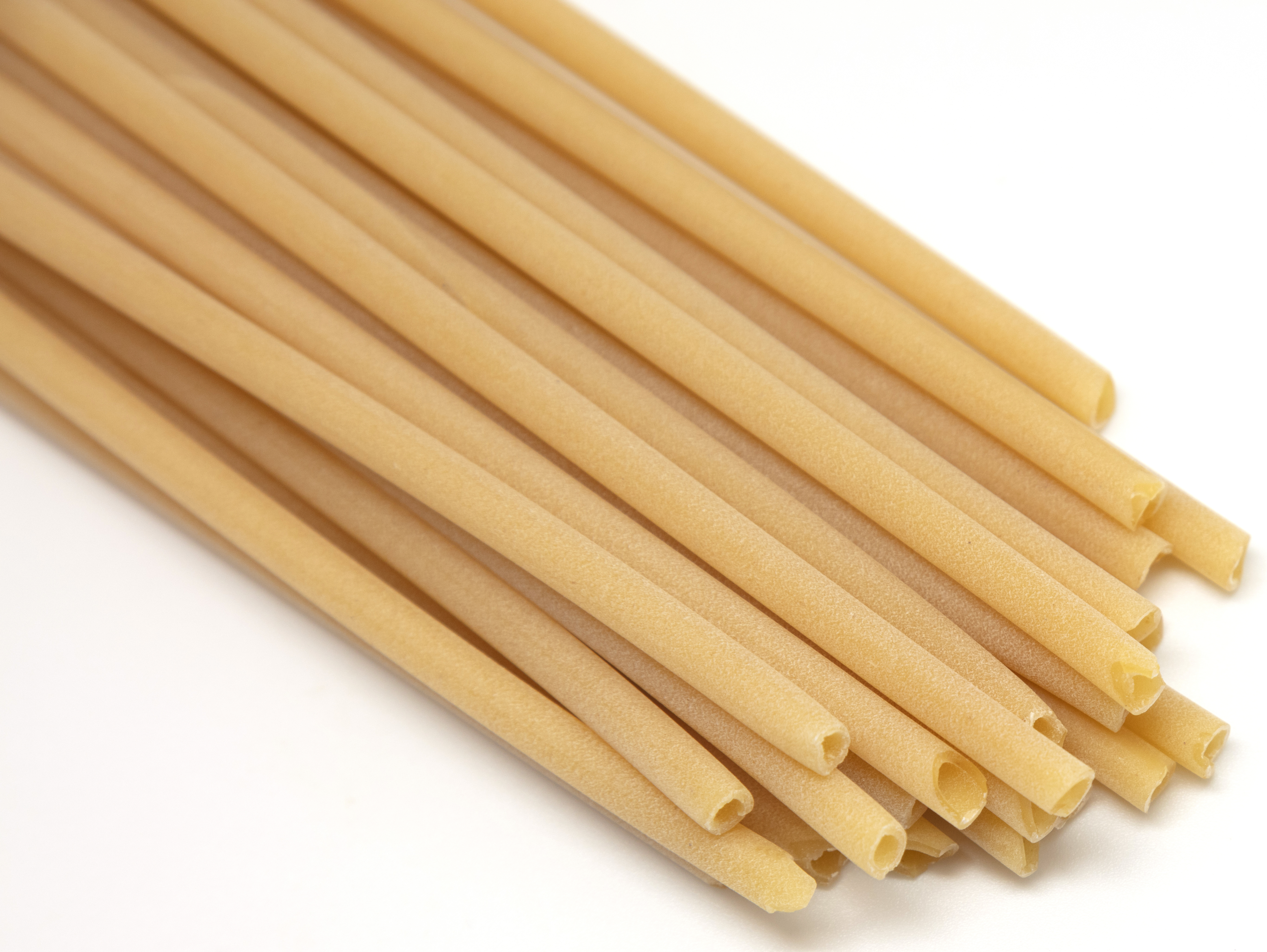
カット前のズィーティ
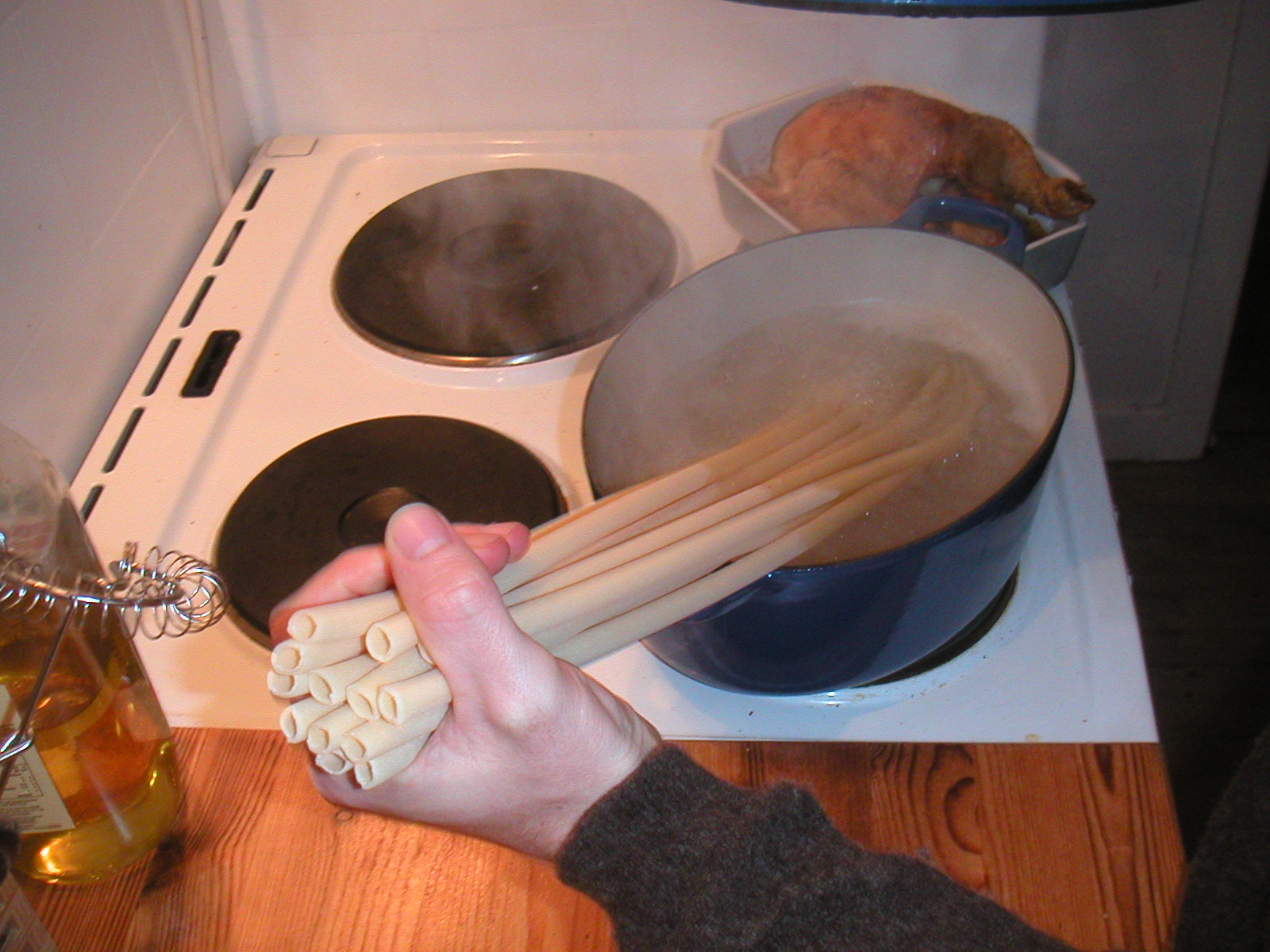
鍋に入れたカット前のズィーティ
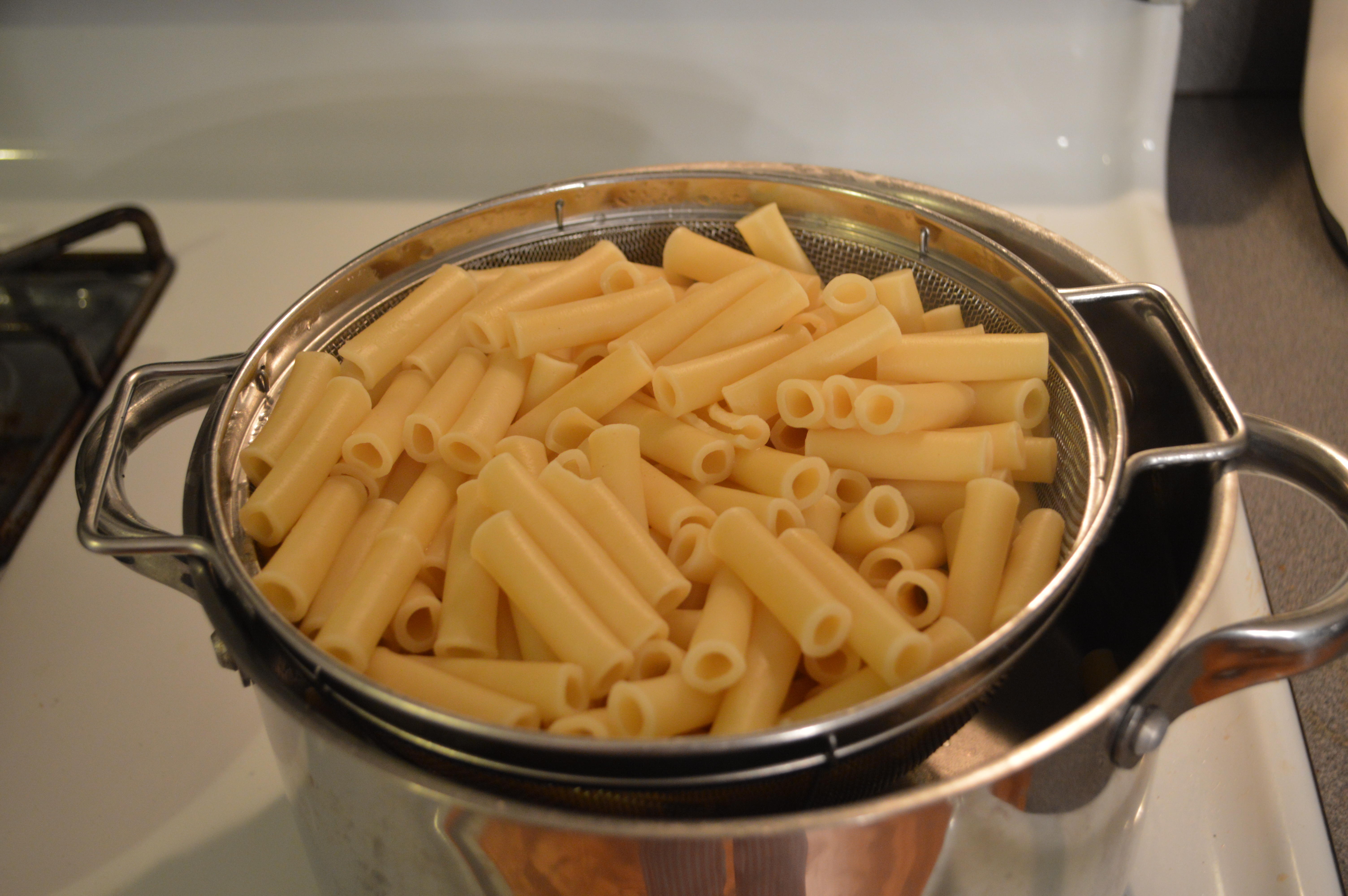
ストレーナー中のカットされたズィーティ